# 13010 Germantitov
13010 Germantitov è un asteroide della fascia principale. Scoperto nel 1986, presenta un'orbita caratterizzata da un semiasse maggiore pari a 3,1332050 UA e da un'eccentricità di 0,0982904, inclinata di 13,65058° rispetto all'eclittica.